# Raczyce (województwo świętokrzyskie)
Raczyce – wieś w Polsce, położona w województwie świętokrzyskim, w powiecie buskim, w gminie Gnojno.
Do 1954 roku siedziba gminy Grabki. W latach 1975–1998 miejscowość położona była w województwie kieleckim.

## Historia
Wieś sięga metryką XV wieku, za czasów Długosza należała już do parafii Gnojno, której pleban pobierał dziesięciny z łanów kmiecych (Długosz L.B., t.II, s.446). W roku 1508 występuje w registrze poborowym powiatu wiślickiego. Obok Januszowic, Gory stanowiła własność Andrzeja Marchockiego. W roku 1579 własność Anny Marchockiej – było tu wówczas 7 osadników, 2 łany kmiece i jeden osadnik biedny (Pawiński, Małop., 227, 448).
W wieku XIX Rączyce opisano jako wieś i folwark w powiecie stopnickim, gminie Grabki, parafii Gnojno. folwark posiadał 1175 mórg i należał do dóbr Jawiszowice, wieś zaś posiadała 40 osad i 211 mórg gruntu.
Według spisu miast, wsi, osad Królestwa Polskiego z roku 1827 było tu 21 domów i 156 mieszkańców.

## Części miejscowości
| SIMC    | Nazwa     | Rodzaj     |
| ------- | --------- | ---------- |
| 0238492 | Brzeście  | przysiółek |
| 0238500 | Czworak   | część wsi  |
| 0238517 | Nowa Wieś | część wsi  |
| 0238523 | Piaski    | część wsi  |

- Brzeście w wieku XIX samodzielna wieś wymieniona w SgKP z roku 1880[8].